# Посёлок Первомайского отделения совхоза «Пугачёвский»
Первома́йского отделе́ния совхо́за «Пугачёвский» — посёлок в Аннинском районе Воронежской области.
Входит в состав Пугачёвского сельского поселения.

## Население
| 2000 | 2005 | 2010 |
| ---- | ---- | ---- |
| 137  | ↘123 | ↘51  |

## Улицы
- ул. Переселение,
- ул. Садовая,
- ул. Центральная.